# Literatuur

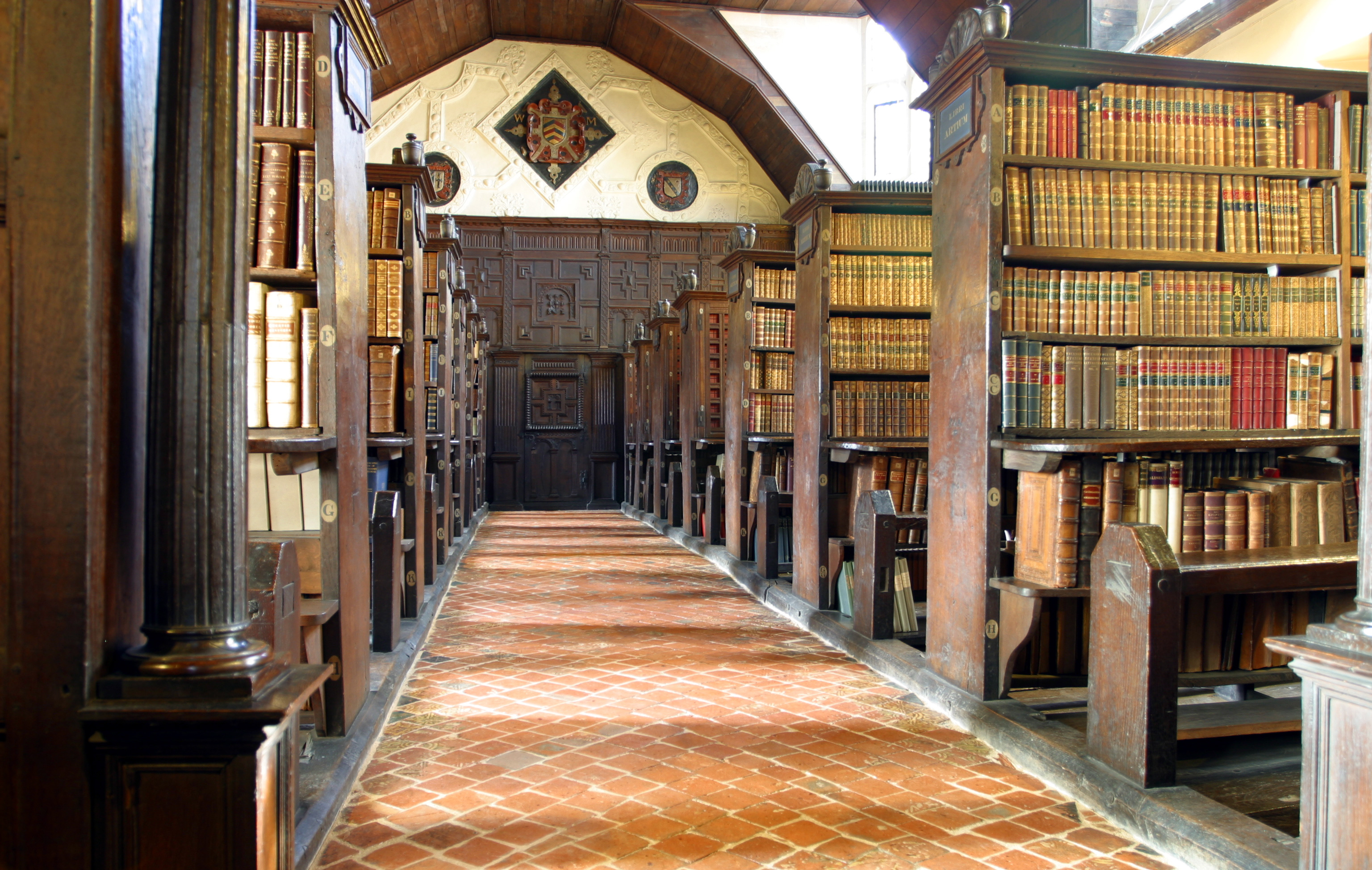
Merton College, hal van de bibliotheek

Literatuur, ook letterkunde, schone letteren of kortweg letteren, is de verzamelde schriftelijke neerslag van een land of van een periode, voor zover het geschriften betreft die hun waarde ontlenen aan veronderstelde vormschoonheid of emotioneel effect. Literatuur betreft kunstwerken die uit taal bestaan en wordt meestal in drie gebieden onderverdeeld, te weten poëzie, toneelstukken en (verhalend) proza. Welke werken tot de literatuur worden gerekend, verschilt per periode en per literatuuropvatting; de grenzen tussen wat wel en niet tot de literatuur wordt gerekend blijven 'onvast en variabel'. Literatuur wordt bestudeerd in het vakgebied van de literatuurwetenschap.
Daarnaast wordt de term literatuur  gebruikt in de betekenis van vakliteratuur: alle geschriften die over een bepaald onderwerp uit een willekeurig, bijvoorbeeld technisch, vakgebied zijn verschenen. In de literatuurwetenschap heten de bestudeerde literaire werken primaire literatuur; de literatuurwetenschappelijke vakliteratuur is de secundaire literatuur.

## Afbakening van het onderwerp

### Definities
De term 'literatuur' stamt uit het Latijn. Het woord litera betekent 'geschreven letter'. De term 'orale literatuur' is dus met zichzelf in tegenspraak, maar ook mondeling overgeleverde teksten worden tot de literatuur gerekend. Het woord 'literatuur' duidt in de eerste plaats de verzamelde geschriften van de mensheid aan, in de tweede plaats de verzamelde geschriften in een taal of van een volk, en in de derde plaats doelt het op individuele geschriften. Literatuur als kunstvorm, aldus de Encyclopaedia Britannica, kan worden omschreven als 'de organisatie van woorden om plezier te brengen.' Maar de ervaring die literatuur geeft gaat verder dan vermaak. In algemene zin functioneert literatuur in de maatschappij om normen en waarden zowel te kritiseren als te bevestigen.

#### Geen essentialistische begripsinhoud
De vraag wat literatuur is, heeft literatuurwetenschappers en -theoretici weinig beziggehouden. De Amerikaanse literatuurtheoreticus Jonathan Culler ziet hiervoor twee redenen. In de eerste plaats is de literatuurtheorie zelf een mengsel van filosofie, taalkunde, geschiedenis, politieke filosofie en psychologie. Voor het vakgebied is het niet eens zo relevant of de bestudeerde teksten wel of niet literair zijn, want de geschriften van uiteenlopende auteurs als Virginia Woolf en Sigmund Freud laten zich met dezelfde methodologie analyseren, ook al is de een een literaire schrijver en de ander een psycholoog. In de tweede plaats hebben theoretici vastgesteld dat literaire kenmerken ook een rol spelen in niet-literaire werken, bijvoorbeeld het gebruik van metaforen in geschiedkundige werken.
Het blijkt niet mogelijk om literatuur van niet-literatuur te onderscheiden op basis van literaire kenmerken: sommige literaire werken hebben meer gemeen met niet-literaire werken dan met andere werken die tot de literatuur gerekend worden. Hoewel er al 2500 jaar literatuur wordt geschreven, dateert het moderne literatuurbegrip slechts ongeveer tweehonderd jaar oud. De Westerse opvatting van literatuur als werken van de verbeelding ontstond aan het einde van de achttiende eeuw in de Duitse romantiek en in feite op een boek van Madame de Staël uit 1800, De la littérature considérée dans ses rapports avec les institutions sociales. Ook wie zich beperkt tot het moderne literatuurbegrip vindt geen eenduidige betekenisomschrijving, want het is maar de vraag of wat tegenwoordig tot de literatuur wordt gerekend, bijvoorbeeld gedichten zonder rijm en metrum, door De Staël als zodanig erkend zou worden.
Culler vergelijkt de betekenis van het woord 'literatuur' met die van onkruid voor een tuinier. Er zijn geen biologische eigenschappen die onkruid onderscheiden van niet-onkruid. De definitie van onkruid is eenvoudig: planten die een tuinier niet in zijn tuin wil hebben. De vraag is dan welke factoren bepalen dat sommige werken wel en andere niet als literatuur worden beschouwd.

### Literatuur als institutioneel etiket
Literatuur verschilt volgens Culler onder meer van andere teksten doordat literatuur het resultaat is van een streng selectieproces: romans zijn gepubliceerd, gerecenseerd, door bibliotheken in de collectie opgenomen en herdrukt, zodat een institutioneel etiket is ontstaan dat lezers activeert zich welwillend op te stellen omdat anderen de werken al eerder de moeite waard vonden. Daardoor accepteert de lezer dat onduidelijkheden en schijnbaar irrelevante passages zich toch zinvol laten interpreteren. Zo gezien is literatuur een soort taalgebruik dat een type aandacht activeert die verschilt van de aandacht die gegeven wordt aan bijvoorbeeld reclameteksten of gebruiksaanwijzingen. De activatie van die aandacht ontstaat meestal door de presentatie in een context die het werk als literatuur bestempelt, bijvoorbeeld in een bloemlezing van gedichten, in een tijdschrift of een bepaalde afdeling van de boekwinkel.

### Literatuur als product van een relationeel proces
De context waarin een verbaal werk als literatuur wordt aangeboden volstaat niet voor de acceptatie van het werk als zodanig: de tekst zal ook over zekere eigenschappen moeten beschikken om als literatuur waargenomen te kunnen worden. Het gaat hierbij in het bijzonder om de relatie tussen wat gezegd wordt en hoe het wordt gezegd.
Een essentieel kenmerk van de context die geldt als het aanbieden van een verbaal werk als literatuur, is de afwezigheid van de mogelijkheid het werk op te vatten als belofte, handleiding of enig andere vorm van functioneel taalgebruik. Alleen dan valt de aandacht op het werk als taalbouwsel. Literairheid of literariteit wordt wel gezien als een kwestie van foregrounding, waarbij een tekst, bijvoorbeeld door middel van rijm of alliteratie, zo is geconstrueerd dat de nadruk valt op de taligheid ervan. Maar om die constructie op te merken, moet de aandacht van de lezer er wel op gespitst zijn. Er is dus sprake van een combinatie van tekstuele eigenschappen en een perceptie daarvan. Maar niet alle literatuur kenmerkt zich door foregrounding en sommige gevallen van foregrounding betreffen geen literatuur, bijvoorbeeld reclame-uitingen op rijm. De bewering dat foregrounding wel essentieel is, is volgens Culler een manifestatie van de neiging van onderzoekers om juist die aspecten waarin zij geïnteresseerd zijn als de beslissende waar te nemen.
Deze aspecten en ook de mate van fictionaliteit duiden volgens Culler op de esthetische functie van literatuur. De belangrijkste theoreticus van de westerse esthetica is de filosoof Immanuel Kant. Volgens Kant is de esthetiek de poging om de kloof te dichten tussen de materiële en de spirituele wereld. Kunstwerken als schilderijen en gedichten combineren zintuiglijk waarneembare vormen (kleuren, geluidseffecten) met een spirituele inhoud (ideeën) en demonstreren zo de combinatie van het materiële en het spirituele. Een literair werk is een esthetisch object omdat de afwezigheid van andere communicatieve functies stimuleert tot het overwegen van de relatie tussen vorm en inhoud. Voor Kant en andere theoretici hebben esthetische objecten een 'doelgerichtheid zonder doel'. Alle onderdelen staan in dienst van een doel, maar dat doel is geen extern doel maar niets anders dan het kunstwerk zelf.
Sommige theoretici suggereren dat literatuur zich onderscheidt doordat zij gebruik maakt van de traditie. In het sonnet 'My mistress eyes are nothing like the sun' gebruikt Shakespeare de metaforiek uit de traditie van de liefdespoëzie om te ontkennen dat die de schoonheid van een vrouw recht doen: 'But no such roses see I in her cheeks'. Zo staat ook de titelfiguur van Don Quichot tot een relatie met de ridderromans die hij leest. Dit gebruik van een traditie is evenwel niet exclusief literair: ook in andere kunstvormen en in andere vormen van taalgebruik komt dit spel met de traditie voor. Maar ook hier geldt dat het spel niet opgemerkt zou worden als er niet een speciaal soort aandacht geactiveerd zou worden.
Omdat er geen categorisch onderscheid te maken valt tussen literatuur en niet-literatuur, en evenmin tussen literair en niet-literair taalgebruik, acht onderzoeker Aukje van Rooden het essentieel dat lezers bewust beslissen om een tekst als literatuur te gaan lezen en het esthetisch oordeel vellen: 'Ik vind dit literatuur.' Want 'de beslissing een tekst als literatuur te lezen máákt die tekst tot literatuur.' Ook de literatuurtheoreticus Terry Eagleton beschouwt literatuur als 'een aantal manieren waarop mensen zich verhouden tot geschriften.' literatuur, aldus Eagleton heeft net zomin een essentiële eigenschap als alle vormen van spel een typerend kenmerk met elkaar gemeen hebben.
Daarmee is overigens nog niets gezegd over de kwaliteit. Of iets goede of slechte literatuur is, is een geheel andere en in dit verband secundaire kwestie: 'het oordeel van de lezer is in de eerste plaats constituerend en niet normatief.' Alle invloed van de sociaal-culturele literaire instituties om de lezer te stimuleren tot een perceptie van een tekst als literatuur ten spijt, 'uiteindelijk is het de beslissing van de lezer die een tekst in een literaire tekst verandert'.

### Het einde van de literatuur
De afbakening van wat literatuur is, zou misschien geformuleerd moeten worden als: wat literatuur was. In de loop van de eenentwintigste eeuw wordt de vraag of de literatuur nog toekomst heeft namelijk steeds dringender gesteld. Literatuurwetenschapper Gillis Dorleijn spreekt zelfs van 'een einde van de literatuur'. Volgens hem is het tijd onderzoek te doen naar literaire cultuur in de context van een algehele mediacultuur en van het belang van die literaire cultuur. Daarbij verdienen ook allerlei sinds lang gevestigde, maar nooit bewezen aannames over de functies van literatuur aandacht, zoals de bewering dat literatuur zou bijdragen aan de vorming van een kritische houding bij lezers.
Waar de bezorgdheid over gaat als het de situatie voor Nederland betreft, komt tot uitdrukking in drie boekjes die verschenen in de reeks 'Over de roman', waarin schrijvers hun poëticale opvattingen toelichten. Deze auteurs, aldus onderzoeker Sander Bax, 'vinden dat de literatuur in crisis is en dat de belangrijkste reden daarvoor het feit is dat de literatuur haar plaats moet bevechten in een mediacultuur die gericht is op massaliteit.' Connie Palmen wijst de 'populaire cultuur' als boosdoener aan, Bas Heijne 'het mediatijdperk' en Oek de Jong 'de visuele cultuur' in het algemeen. Overigens is niet duidelijk hoe algemeen de bezorgdheid is: in dezelfde reeks verschenen essays van A.F.Th. van der Heijden en Marcel Möring en die grijpen volgens Bax de gelegenheid vooral aan om 'hun eigen particuliere poëtica' te formuleren.
Ook Van Rooden stelt het voortbestaan van literatuur ter discussie, omdat die volgens haar paradigma afhangt van het vermogen van de samenleving om de vaardigheid van lezers om een literaire leeswijze aan te wenden te laten voortbestaan. Dat vermogen kan alleen worden aangeleerd door opvoeding, onderwijs, conditionering of training. De afwezigheid van criteria om iets literatuur te noemen, impliceert dat lezers altijd de keuze hebben om de esthetische leeswijze niet te activeren. En in dat geval 'is er geen sprake van een literair perspectief en houdt literatuur op te bestaan.' Volgens Bax zou de hedendaagse lezer die opdoemt uit de genoemde essays 'meer een consumerende lezer zijn dan een humanistische lezer.' Die lezer leest om te ontspannen, niet om zich in te spannen, en zoekt niet de confrontatie met een nieuw perspectief op een andere wereld, maar is juist gericht op wat hem bekend voorkomt, met 'echt' en 'geloofwaardig' als criterium. Bax: 'Het specifiek literaire is vooral een hinderpaal' omdat 'vorm en stijl al te nadrukkelijk de aandacht op zich vestigen.'

## Literaire compositie

### Poëticale opvattingen in Westen en Oosten
De oudste overgeleverde poëticale geschriften, teksten waarin een opvatting over literatuur wordt geformuleerd, zijn van de Grieken. Vanaf de klassieke oudheid tot in de twintigste eeuw bestaan ruwweg twee richtingen: constructieve theorieën en expressieve theorieën. De eerste vertegenwoordiger van de constructieve richting is Aristoteles, die in zijn Poetica voorschriften geeft voor met name de tragedie, en ook voor epische poëzie. Het gaat om het ontstaan, de  definitie en de functie van de tragedie, de drie eenheden in het drama. In tegenstelling tot Plato waardeerde Aristoteles de poĕzie zeer. Hoewel hij expressieve elementen niet negeert, zijn die voor Aristoteles minder belangrijk dan de constructie van een tragedie. Aristoteles gaat niet in op de kwestie wat grote literatuur is. De eerste vertegenwoordiging van de expressieve richting dateert uit de eerste helft van de eerste eeuw. Toen werd Het verhevene of Het sublieme samengesteld, een verzameling beschouwingen die ten onrechte aan Longinus werd toegeschreven en de esthetische aspecten belicht van Griekse auteurs, van wie vooral 'het grootse en bezielende' wordt gewaardeerd.
Het debat over de vraag of een kunstenaar een constructivist is, een soort ingenieur, of een virtuoos in de expressie van zijn eigen persoonlijkheid is vervolgens regelmatig opgelaaid. De antithese is bijvoorbeeld herkenbaar in bekende tegenstellingen als classicisme tegenover romantiek, en kubisme tegenover expressionisme. Verbazingwekkend weinig theoretici hebben betoogd dat een kunstwerk beide elementen in zich moet verenigen.
Elders zijn de kritische theorieën over literatuur gevarieerder. In India lopen deze teksten uiteen van zeer technisch tot filosofisch en algemeen. Op het hoogtepunt van het Sanskriet (ca. 320-490) werd aangenomen dat constructie en expressie samengaan. Hetzelfde geldt voor China, waar de theorie over prosodie en retorica - net als in het Westen - de vorm van technische handboeken aannam. De Chinese literaire kritiek hield zich vooral bezig met expressie en subjectiviteit. In Japan zijn stilistische en technische elementen belangrijk en de Japanse onderscheid hierin is misschien de fijnzinnigste ter wereld.

## De ordening van literatuur

### Indeling naar aspecten

De indeling van M.H. Abrams: het literaire werk (Work) in het centrum onderhoudt relaties met het universum (Universe), het publiek (Audience) en de kunstenaar (Artist).

Voor de oude Grieken had literatuur een mimetische en didactische functie. De mimetische functie van literatuur was het weerspiegelen van de natuur. Wanneer die natuur de essentie van de persoonlijkheid van de auteur betreft, is sprake van een expressieve functie. De didactische functie van literatuur heeft betrekking op literatuur als bron van kennis, inzicht, wijsheid, zuivering en profetie.
De romantiek en het modernisme betekenden een aanval op de mimetische en didactische functies, die desondanks tot op heden een rol spelen. Het moderne literatuurconcept ontstond vanaf het einde van de achttiende eeuw in samenhang met het proces waarbij het literaire veld autonomie verwierf. Vanaf de negentiende eeuw begon het onderscheid tussen literatuur en ander taalgebruik op andere wijze gemaakt te worden. Niet langer de functie maar de aard van het taalgebruik werd het voornaamste criterium voor dichters als Edgar Allan Poe en Gerard Manley Hopkins. Anders dan in het taalgebruik van de wetenschap of de nieuwsmedia, staan in literatuur poëtische effecten centraal, klankeffecten zoals assonantie en alliteratie, ritmische effecten zoals rijm en metrum, en metaforiek en paradoxen. Een gedeeltelijke verklaring voor deze wending is dat schrijvers en theoretici tot de overtuiging kwamen dat het niet langer mogelijk was om literatuur te rechtvaardigen in termen van realisme en nauwkeurigheid, want met die criteria zou de literatuur moeten concurreren met de wetenschap, journalistiek en fotografie, en die strijd zou voor de literatuur niet te winnen zijn.
De Amerikaanse literatuuronderzoeker M.H. Abrams publiceerde in 1953 een sindsdien veelgebruikt schema om de relaties van literatuur en buitenwereld weer te geven: in de mimetische opvatting van literatuur staat de relatie van het werk met het universum centraal, in de opvatting van literatuur als expressie van een individu de relatie van het werk met de kunstenaar (negentiende eeuw), terwijl de didactische opvatting de relatie van het werk met het publiek benadrukt. De formalistische benadering concentreert zich op het werk zelf met veronachtzaming van de werkexterne relaties (twintigste eeuw). 4-5
Het schema biedt geen mogelijkheid om ontwikkelingen na 1953 erin onder te brengen.

### Kern en periferie
Wat als literatuur wordt beschouwd, varieert sterk naar tijd en plaats, want literatuur maakt deel uit van een brede, complexe en dynamische maatschappelijke en politieke context. Ook de wijze van afbakening varieert. In de meeste opvattingen bevindt literatuur bevindt zich tussen twee extremen: enerzijds kan alles wat geschreven is min of meer als literatuur worden beschouwd, anderzijds wordt dit etiket alleen voorbehouden aan werken als de Ilias, Odyssee en Hamlet.
Lyriek geldt vaak als de puurste, of meest intense literaire vorm; daarna komen de elegie en het epos, drama, verhalende en didactische gedicht. Veel romans gelden als literatuur, en dat geldt zeker voor de beroemdste grote romans, maar ook vallen hele romangenres er buiten. Ook de meest belangrijke toneelstukken gelden als literatuur.
Behalve deze geijkte literaire genres worden soms ook minder voor de hand liggende tot de literatuur gerekend. Het essay kan zowel geschreven zijn als een kunstwerk, maar heeft ook vaak slechts een informatieve of journalistieke aard. Soms gelden persoonlijke documenten als brieven, dagboeken en autobiografieën als literatuur: voorbeelden zijn de brieven van Gerard Reve, de dagboeken van Samuel Pepys en van de gebroeders Edmond en Jules de Goncourt, en de autobiografie Confessiones van Augustinus. Dit materiaal kan evengoed geschreven zijn met het oog op het nageslacht als nooit bedoeld om door een ander dan de auteur zelf gelezen te worden. Soms betreft het een gepolijste literaire stijl, in andere gevallen verheft de samenhang, het inzicht of de diepgang die eruit blijkt de documenten tot literatuur.
Soms behoren ook publicaties met een wetenschappelijk oogmerk tot de literatuur. De Grieken rekenden de geschiedschrijving tot de literatuur en de klassieke geschiedwerken worden daar nog steeds toe gerekend, maar hedendaagse geschiedschrijving slechts bij uitzondering. Veel filosofische werken behoren tot de literatuur, bijvoorbeeld de dialogen van Plato of de Meditaties van keizer Marcus Aurelius, ook al zijn de eerste geschreven in verzorgd proza en lijken de laatste vooral willekeurige gedachten te zijn. Toch wordt het werk van andere oude en nieuwe filosofen niet tot de literatuur gerekend.  Ook sommige natuurwetenschappelijke publicaties gelden als literatuur terwijl ze voor hun vakgebied allang verouderd zijn. Meestal betreft het werken van natuurlijke historie, waarbij persoonlijke observatie van belang is.
Ten slotte verdient nog de welsprekendheid of de kunst van het overtuigen vermelding. De werken van Cicero of de Gettysburg Address van president Abraham Lincoln zijn erg bekend. Tegenwoordig geldt spreken in het openbaar meer als een ambacht dan als een kunst.

### Literaire intentie
Het etiket 'literatuur' wordt traditioneel toegekend aan in poëzie of proza geschreven werken van de verbeelding die zich onderscheiden door de intenties van de auteurs en de waargenomen esthetische uitmuntendheid van de uitvoering. Er bestaat een variatie aan criteria waarnaar literatuur wordt geordend, waaronder de taal, nationale herkomst, historische periode, genre en onderwerp.
Het literaire gehalte van een tekst wordt in de literatuurwetenschap gedefinieerd middels een essentialistische of een institutionele definitie. De essentialistische definitie betreft de formele eigenschappen die aan een werk worden toegeschreven, zoals complexiteit en schoonheid, en in het geval van poëzie bovendien formele zaken als rijm en enjambement. Deze criteria zijn echter voor een deel subjectief en daardoor problematisch. De institutionele definitie verwijst naar de vraag of gezaghebbende instanties uit het literaire veld, zoals uitgeverijen, literatuurrecensenten, boekhandels, een tekst al dan niet als literair beoordelen.

### Normatief
Aan de selectie van hetgeen tot de literatuur wordt gerekend, liggen meestal esthetische normen ten grondslag, maar ook andere eigenschappen kunnen een rol spelen, waaronder het fictieve gehalte, en de zelfstandigheid van een tekst. De hoofdindeling in genres is traditioneel drieledig; epiek oftewel verhalende literatuur, al dan niet in dichtvorm; lyriek oftewel de subjectieve gemoedsuitstorting van de schrijver (gevoelens en gedachten); en drama, dat wil zeggen de uitbeelding in toneelvorm. De hiërarchie tussen de genres ligt niet vast, omdat esthetische normen in de loop der tijd veranderen. Zo werd proza lang niet als literatuur beschouwd; pas in de romantiek komt daar verandering in en komt er een voldragen prozaproductie tot stand. In de zeventiende eeuw stond het epos het hoogst aangeschreven als literair genre; Joost van den Vondel heeft dan ook meer dan eens geprobeerd zo'n heldendicht te schrijven.
Ook de status van individuele werken en auteurs kan veranderen met de norm: het meest archetypische voorbeeld is misschien wel de roman Moby-Dick van Herman Melville, die bij verschijning in 1851 gemengd ontvangen werd. Het boek raakte in eerste instantie vrijwel geheel vergeten, maar na de opkomst van het modernisme en de daarmee gepaard gaande waardering voor complex proza, werd het honderdste geboortejaar van de auteur het vertrekpunt voor een snelle stijging van de status van zijn boek. Nescio en Elsschot debuteerden beiden in de jaren 1910, maar hun werk steeg in waardering doordat twintig jaar later, onder invloed van het tijdschrift Forum, proza dat aandoet als gewone spreektaal in aanzien steeg. Andersom is ook mogelijk: de Amerikaanse dichter Longfellow geldt nu als een minder belangrijk talent dan in zijn tijd werd gedacht. In Nederland heeft de status van Jacob Cats een daling doorgemaakt. Wat in een bepaalde periode als literatuur werd beschouwd, is na te lezen in wetenschappelijke literatuurgeschiedenissen, die rekening houden met de normen uit de beschreven periode. Oudere literatuurgeschiedenissen beschrijven vaak subjectief wat in de tijd van de literatuurhistoricus nog steeds mooi gevonden werd.

### Literatuur en lectuur
'Zonder enige twijfel het moeilijkste probleem uit de hele literatuurwetenschap,' aldus de literatuurwetenschapper J.A. Dautzenberg, 'is het verschil tussen literatuur enerzijds en lectuur of ontspanningsliteratuur anderzijds.' Hoewel volgens hem iedereen wel aanvoelt dat er kwaliteitsverschillen bestaan, is het 'hoogst onduidelijk' waarop dat verschil berust. Bovendien geldt dat ook wanneer er overeenstemming zou bestaan over welke eigenschappen hier een rol spelen, dan verschilt men van mening of een individueel werk over die eigenschappen beschikt. Een detectiveroman hoort spannend te zijn, maar de ene lezer vindt dezelfde roman saai die een ander spannend vindt. Daar komt bij dat ook ontspanningslectuur over hoge kwaliteit kan beschikken.
In het algemeen geldt dat literaire auteurs beter schrijven dan niet-literaire, omdat zij een grotere woordenschat hebben, hun romanconstructie vernuftiger is, hun taalvermogen groter is: de zinsconstructie is gevarieerder en de beeldspraak origineler. Een tweede verschil is een functioneel verschil: lectuur is een consumptiegoed dat na verbruik vergeten kan worden, literatuur wil de lezer aan het denken zetten.
Een roman bestaat in principe uit handelingen, en die worden verricht door mensen. In lectuur staan die handelingen centraal en zijn de personen slechts middelen om de handelingen te verrichten. In literatuur is het precies andersom: de handelingen dienen om te laten zien hoe de mensen zijn.
Deze omschrijving bevat een element van ontmaskering. Een oorlogsroman die tot de ontspanningsliteratuur hoort, biedt alleen een spannend verhaal,  terwijl Pastorale 1943 van Vestdijk laat zien dat de verzetsmensen geen stoere helden waren, maar onhandige, bange mensen die voor hun verzet tegen de Duitsers vaak heel andere motieven hadden dan patriottisme. Literaire romans laten zien hoe de mensen achter de schijn zijn, stellen de waarheid over de mensen en de wereld aan de orde. In het geval van ontspanningslectuur van hoog niveau is het alleen dit verschil in functie dat beslissend is voor de indeling.
Het debat over de vraag wat wel en wat niet tot de literatuur moet worden gerekend blijft ook in de eenentwintigste eeuw voor verschil van mening zorgen. Zo formuleerde criticus Arnold Heumakers in 2012 zijn bezwaren tegen de bestseller Bonita Avenue van Peter Buwalda: 'Deze roman belichaamt de knieval van de literatuur voor de meedogenloze opkomst van de thriller in de publieksgunst.'
Toch is wat tot de literaire canon gerekend wordt slechts een consensus en kunnen auteurs van wie het werk in een eerdere periode nog tot literatuur werd gerekend uit deze canon verdwijnen, en andersom.
Behalve aan erkende "basale" literaire tekstsoorten zoals gedichten, poëzie en toneel kunnen ook aan andere tekstsoorten literaire eigenschappen worden toegeschreven. Enkele voorbeelden: filmteksten, of prozateksten die geheel of gedeeltelijk zijn verzonnen. Vooral binnen deze laatste groep zijn veel verschillende literaire genres te onderscheiden: de gewone roman, de non-fictieve roman – dat wil zeggen proza dat verwijst naar waar gebeurde verschijnselen en personen –, alsmede de brief, het essay en de autobiografie. Een recenter fenomeen is de Amerikaanse graphic novel (Nederlands: literaire strip of striproman), die sinds eind 20e eeuw ook in het Nederlandse taalgebied aan populariteit wint. Dergelijke strips zouden er ook aanspraak op kunnen maken om tot de literatuur te worden gerekend. 
Literatuur zou daardoor ook gedefinieerd kunnen worden als een verzameling teksten die door de smaakmakende gemeenschap als waardevol wordt beschouwd en volgens die gemeenschap bijzondere kenmerken heeft. Het blijft natuurlijk de vraag wie die "smaakmakende gemeenschap" precies is – veelal is dit een diffuus geheel van personen die samen het literaire veld uitmaken. Het betreft dus literatuurwetenschappers, recensenten, critici, schrijvers, opiniemakers, uitgevers, journalisten, mediafiguren, studenten, samenstellers van schoolboeken, leden van literaire jury's, enzovoort. Dit literaire veld is uiteraard steeds in beweging (het verandert voortdurend) en onderling verdeeld. Zo verandert de literaire canon die door de werkzaamheden van het veld tot stand komt gaandeweg.
Ook teksten die volgens deze opvatting als "niet-literair" moeten worden beschouwd kunnen toch literaire kenmerken vertonen, het onderscheid literatuur-lectuur is immers tamelijk arbitrair. Het betreft hier eerder een continuüm, geen zwart-wittegenstelling. Zo blijft van sommige schrijvers ook onduidelijk of ze wel of niet tot de literatuurproducenten kunnen worden gerekend.

## Studie van literatuur
De studie van de literatuur wordt letterkunde of literatuurwetenschap genoemd. Een belangrijk onderdeel hiervan is de studie van de literatuurgeschiedenis, ook wel bekend als literatuurgeschiedschrijving of literaire geschiedschrijving.

### Literaire traditie
Literaire traditie is het verschijnsel dat in een taalgebied in meer of mindere mate het schrijven van literatuur wordt uitgeoefend. De mate waarin en de manier waarop dit gebeurt verschilt sterk per taal- en cultuurgebied en is ten dele historisch bepaald. Zo is dat wat als "klassieke wereldliteratuur" wordt beschouwd over het algemeen het sterkst vertegenwoordigd in talen die worden gesproken in landen die behoren tot de Eerste en de Tweede Wereld. Voorbeelden van talen met een dergelijke literaire traditie zijn het Frans, Engels, Duits en Russisch. Ook het Nederlands kent een literaire traditie, zij het in mindere mate, aangezien dit een wat kleiner taalgebied is.
De meeste natuurlijke talen kennen enige mate van literaire traditie. Er zijn echter ook talen waarin nog nooit iets is opgeschreven, zoals sommige Afro-Aziatische talen. Meestal betreft het hier tevens de talen met weinig tot zeer weinig moedertaalsprekers.
Literaire traditie onderscheidt geschreven talen van gesproken talen. Het al dan niet aanwezig zijn van een literaire traditie is ook iets wat volgens voorschriften van de International Organization for Standardization een kunsttaal al dan niet tot auxlang maakt.

### Literair veld
Het literair veld is een binnen de literatuurwetenschap gebruikelijk standaardmodel om alles wat met de literaire communicatie te maken heeft in de juiste context te plaatsen. Dit model heeft de vorm van een keten, met aan het ene eind de "zender" (de auteur) en aan het andere eind de "ontvanger" (de lezer). De schakels ertussenin zijn de door de auteur geproduceerde tekst (samen met de auteur valt dit onder de materiële productie), de uitgever en daarna de bemiddelende instituties (deze twee vallen onder distributie) en ten slotte de instituties die de lezer door middel van literaire kritiek vooraf voorlichten. Nadat deze laatste fase, bekend als de symbolische productie, is doorlopen, belandt de literaire tekst uiteindelijk bij de lezer.

## Verklarende noten
1. ↑  Volgens het lemma 'orale literatuur' in het Algemeen Literatuur Lexicon. De Encyclopaedia Britannica spelt littera en vertaald dit als 'letter van het alfabet'.
2. ↑  De titel luidt bij Culler in het Engels: On Literature Considered in its Relations with Social Institutions.
3. ↑  Het door Culler gebruikte voorbeeld van Emma Bovary en de romantische boeken die zij leest is hier vervangen door Cervantes.

## Verwijzende noten
1. ↑  Prof. dr. Guido Geerts en drs. Ton den Boon (red.), Van Dale Groot Woordenboek der Nederlandse taal. j-r. Utrecht en Antwerpen: Van Dale Lexicografie, dertiende uitgave, 1999, 1899. ISBN 9066484233
2. ↑  J.B. Sykes (red.), The Concise Oxford Dictionary of Current English. Based on The Oxford English Dictionary and its Supplements. Sixth Edition Oxford: Oxford University Press, 1976, 634. ISBN 0198611218
3. 1 2 3  Van Bork (2002)
4. ↑  Sally Wehmeier (hoofdred.), Oxford Advanced Learner's Dictionary of Current English. Sixth edition. Oxford: Oxford University Press, 2000, 751. ISBN 019431510X
5. ↑  'Letterkunde.' In: M.J. Koenen en J.B. Drewes, Wolters' Woordenboek Eigentijds Nederlands. Grote Koenen. Eerste druk, Groningen: Wolters-Noordhoff, 700
6. 1 2  Bernaerts, Delabastita, Geerdink e.a. (2012-)
7. ↑  Bernaerts e.a.'Literatuur'. Algemeen letterkundig lexicon, online. Gearchiveerd op 7 april 2024.
8. ↑  Bernaerts e.a., 'orale literatuur' Algemeen Letterkundig Lexicon, online. Gearchiveerd op 3 oktober 2023.
9. 1 2 3 4 5 6 7 8 9 10 11 12 13 14  Rexroth
10. ↑  Culler (1997), 18
11. ↑  Culler (1997), 18-19
12. 1 2  Culler (1997), 21
13. ↑  Culler (1997), 22
14. ↑  Culler (1997), 27
15. ↑  Culler (1997), 24
16. ↑  Culler (1997), 25-27
17. ↑  Culler (1997), 28-29
18. ↑  Culler (1997), 30
19. 1 2  Culler (1997), 33
20. ↑  Culler (1997), 33. Oorspronkelijk citaat: 'purposiveness without purpose'
21. ↑  Culler (1997), 34
22. ↑  Culler (1997),35
23. ↑  Van Rooden (2015), 90-91
24. 1 2  Van Rooden (2015), 91
25. ↑  Eagleton (1983), 9. Oorspronkelijk citaat: 'a number of ways in which people relate themselves to writing'
26. ↑  Eagleton (1983), 9
27. ↑  Van Rooden (2015), 91. Cursief van Van Rooden.
28. ↑  Dorleijn (2014), 245
29. ↑  Dorleijn (2014), 241
30. ↑  Dorleijn (2014), 242-243
31. 1 2  Bax (2016), 100
32. ↑  Geciteerd bij Bax (2016), 100
33. ↑  Van Rooden (2015), 92
34. ↑  Bax (2016), 100. Cursief van Bax
35. ↑  Bax (2016, 100
36. ↑  Bartelink (1993), 102
37. ↑  Bartelink (1993), 146
38. ↑  Leitch e.a. (2010), 4
39. 1 2  Leitch (2010), 4
40. ↑  Gelderblom en Musschoot (2017), 27
41. ↑  Lodewick (1975), pp. 17, 37 en 45.
42. ↑  Dautzenberg (1989), 495. Cursiveringen van termen door Dautzenberg.
43. 1 2  Dautzenberg (1989), 495
44. 1 2 3 4  Dautzenberg (1989), 497
45. ↑  Arnold Heumakers in Tirade 442, februari 2012
46. ↑  Essink, Femke, Gaston Franssen, Jan Rock  (2013), p. 19-20